# 儒學警悟
《儒學警悟》，中國第一部叢書，收書六種，共四十一卷，南宋俞鼎孫及俞經編輯。
《儒學警悟》收書六種，即宋汪應辰的《石林燕語辨》十卷、程大昌的《演繁露》六卷和《攷古編》十卷、馬永卿的《嬾真子錄》五卷、陳善的《捫蝨新話》八卷、俞成的《螢雪叢說》二卷，共四十一卷。《儒學警悟》由俞鼎孫、俞經编定，俞過紀次，俞綱校正，俞成撰寫跋文，南宋嘉泰二年（1202年）在俞氏族人的努力下，得以刊行。由於《捫蝨新話》分上下兩集，故本書又稱《儒學警悟七集》，其書標榜儒學，以崇尚學問、傳播知識為目的。但此書歷代罕見，流行不廣。歷代都以《百川学海》为叢書之祖。《四庫提要》編大典时，亦未见此书。光绪十八年（1892年），有山西書商求售王良棟明抄本《儒學警悟》，後被滿清貴族盛昱祭酒買去，祕不示人。盛昱去世後，遺書散出，繆荃孫寫信請托傅增湘物色此書。傅氏在宏遠堂書肆發現此書，輾轉終為繆荃孫所得。繆氏遂參校各書，互为考訂。1919年，繆荃孫於去世兩個月前交付陶湘出版。1924年該書刊印。